# Rhorodes petiolator
Rhorodes petiolator là một loài tò vò trong họ Ichneumonidae.